# Fluvià
Fluvià – rzeka w Katalonii (Hiszpania). Wypływa z comarki Garrotxa, przepływa m.in. przez jej stolicę – Olot. Uchodzi do Morza Śródziemnego w pobliżu Sant Pere Pescador. Ma 97,2 km długości. Głównymi jej dopływami są: Ser, Gurn, Llierc i Oix.

## Miejscowości, przez które przepływa
- Vall de Bas
- Las Presas
- Olot
- San Juan les Fonts
- Castellfullit de la Roca
- San Jaime de Llierca
- Argelaguer
- Besalú
- Bàscara
- San Miguel de Fluvià
- Torroella de Fluvià
- Sant Pere Pescador